# Чегандинка
Чеганди́нка (рос. Чегандинка) — річка в Каракулінському районі Удмуртії, Росія, права притока Ками.
Річка починається на північній околиці колишнього села Носачево. Протікає на південний схід, нижня течія повертає в східному напрямку. Впадає до Ками в селі Чеганда. Верхня течія пересихає.
На річці розташоване село Чеганда в гирлі, на західній околиці якого збудовано автомобільний міст.